# 石投子之歌
石投子之歌是琉球国第二尚氏王統中的尚亨所作的一首琉歌。

## 解說

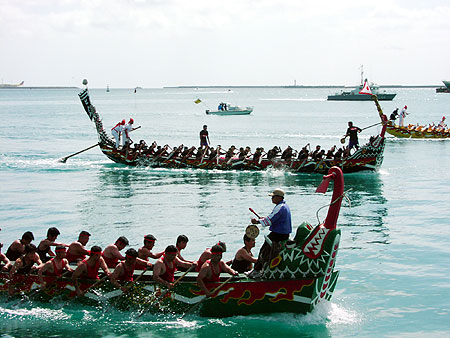
那霸賽龍舟

石投子（石なぐ）是一種遊戲。琉球國的「石投子之歌」是事實上相當於國歌的賀歌。琉歌的意味是「國祚王統長久、至小石長成大岩」是君主治世的讃美。但本琉歌被指與古今和歌集卷七（國歌大觀三四三）中的君之代（我が君は 千代に八千代に さざれ石の 巌となりて 苔のむすまで）甚相似。

## 脚注
1. ↑  渡久地、299-300頁
2. ↑  島袋・翁長、二頁。
3. ↑  阿波根、438-439頁。